# Mandarina ponderosa
Mandarina ponderosa é uma espécie de gastrópode  da família Camaenidae.
É endémica de Japão.